# Смирнова, Анастасия Викторовна
Анастасия Викторовна Смирнова (род. 8 мая 2001, Санкт-Петербург) — российская артистка балета. Солистка Большого театра. Лауреат Международного конкурса артистов балета Vaganova-prix, (2018). Лауреат Московского международного конкурса артистов балета (2022).

## Биография
Родилась 8 мая 2001 года в Санкт-Петербурге.
В 2020 году окончила Академию русского балета имени А. Я. Вагановой (педагог — Людмила Ковалёва) и была приглашена в труппу Михайловского театра в качестве солистки.
Исполняла ведущие партии в балетах «Дон Кихот», «Коппелия», «Тщетная предосторожность», «Баядерка», «Щелкунчик», «Лауренсия». В репертуаре также есть партии Гюльнары («Корсар») и Одиллии («Лебединое озеро»).
В сезоне 2021/22 работала в Мариинском театре, исполняла сольные партии, после чего в марте 2022 года вернулась обратно в Михайловский театр.
В июне 2022 года получила вторую премию (первая премия никому не присуждалась) на XIV Московском международном конкурсе артистов балета.
В сезоне 2022/23 в Михайловском театре впервые исполнила партии Золушки и Джульетты, а также приняла участие в фестивалях имени Галины Улановой в Йошкар-Оле и Рудольфа Нуриева в Казани.
В качестве приглашённой солистки танцевала ведущие партии в балетах на сцене Новосибирского театра оперы и балета.
С 2024 года работала в Московском академическом Музыкальном театре им. К. С. Станиславского и Вл. И. Немировича-Данченко (первая солистка балета).

## Репертуар

### Репертуар в Михайловском театре
- Сванильда («Коппелия» Л. Делиба, ред. Михаила Мессерера)
- Китри («Дон Кихот» Л. Минкуса, хореография Мариуса Петипа и Александра Горского, ред. Михаила Мессерера)
- Лиза («Тщетная предосторожность» Ж. Доберваля, хореография Фредерика Аштона)
- Аврора («Спящая красавица» П. И. Чайковского, хореография Начо Дуато)
- Джульетта («Ромео и Джульетта» С. Прокофьева, хореография Начо Дуато)
- Маша («Щелкунчик» П. И. Чайковского, хореография Начо Дуато)
- Лауренсия («Лауренсия» А. Крейна, хореография Вахтанга Чабукиани, ред. Михаила Мессерера)
- Гюльнара («Корсар» хореография Жюля Перро, Мариуса Петипа, Петра Гусева, ред. Никита Долгушин)
- Гамзатти, Трио теней («Баядерка» Л. Минкуса, хореография Начо Дуато по мотивам Петипа)
- Китерия, уличная танцовщица («Идальго Ла Манчи» хореография Мариуса Петипа, ред. Начо Дуато)
- Золушка («Золушка» С. Прокофьева, хореография Ростислава Захарова, ред. Михаила Мессерера)
- Одилия («Лебединое озеро» П. И. Чайковского, хореография Мариуса Петипа, ред. Начо Дуато)
- Сабина («Спартак» А. Хачатуряна, хореография Георгия Ковтуна)
- Галя («Светлый ручей», хореография Александра Омара)[10].

### Репертуар в Мариинском театре
- Солистка («Push comes to shove», хореография Твайлы Тарп)
- Генриетта («Раймонда», хореография Мариуса Петипа, ред. Константин Сергеев)
- Крестьянское Па де де («Жизель» А. Адана, хореография Жанна Коралли, Жюля Перро, Мариуса Петипа)
- Трио теней («Баядерка» Л. Минкуса, хореография Мариуса Петипа, ред. Владимир Пономарев и Константин Сергеев)
- Трио одалисок («Корсар», хореография Мариуса Петипа и Петра Гусева)
- Вставная вариация («Дон Кихот», хореография Александра Горского по мотивам Мариуса Петипа))[10].

### Репертуар вне театров
- Одетта-Одилия («Лебединое озеро», хореография Льва Иванова, Мариуса Петипа, Асафа Мессерера и Валентина Елизарьева)
- Никия, Гамзатти («Баядерка» Л. Минкуса, хореография Мариуса Петипа, ред. Константин Иванов)
- Жизель («Жизель», хореография Мариуса Петипа, ред. С. Павлов)[10].

## Участие в фестивалях
- Фестиваль имени Галины Улановой (Йошкар-Ола)[2]
- Фестиваль имени Рудольфа Нуреева (Казань)[2]
- XXXVII Собиновский музыкальный фестиваль
- Фестиваль «Балетное Лето» (Минск).

## Конкурсы, награды
- Премия Дианы Вишнёвой (2016)[11].
- Первая премия VIII Международного конкурса Vaganova-prix (2018)[12]
- Серебряная медаль за II место (премия за I место не присуждалась) в категории «Соло» на XIV Московском международном конкурсе артистов балета (2022)[13][14].